# مينة (طائر)
المَيْنة  هو طائر من فصيلة الزرازير، وهي تمثل مجموعة من العصفوريات المستوطنة بجنوب آسيا، وخاصةً الهند، وأدخلت أنواع منه لأمريكة الشمالية وفيجي وأستراليا ونيوزيلندة ودولة جنوب إفريقية ومجموعة الطيور هذه ليست بطبيعية، وإنما يطلق اسم المينة على أي طائر من فصيلة الزرازير بشبه القارة الهندية وبغض النظر عن علاقاتها التصنيفية، ويعد نوع المينة الشائعة نوع مجتاح.

## طالع
- مينة شائعة